# Audrey Assad
Audrey Nicole Assad (Secaucus, Nueva Jersey Estados Unidos, 1 de julio de 1983) es una cantante, compositora  y artista de música cristiana contemporánea estadounidense. Su álbum debut, The House You're Building, se lanzó a través de Sparrow Records en julio de 2010 y fue nombrado Álbum Cristiano de 2010 en Amazon y el Álbum del Año de Christian Breakthrough en iTunes. Trabajó y realizó giras con otros artistas de CCM como Chris Tomlin, Tenth Avenue North, Matt Maher y Jars of Clay. Su álbum más reciente, Evergreen, fue lanzado en 2018.

## Primeros años
Audrey Assad nació en Secaucus, Nueva Jersey, de madre estadounidense del estado de Virginia y padre árabe estadounidense de ascendencia siria .
Fue criada en una familia protestante de la denominación de Hermanos Plymouth. Comenzó a tocar el piano a los 2 y pasó su juventud moviéndose por Nueva Jersey antes de instalarse en Scotch Plains entre los 7 y los 18 años. Asistió a la escuela pública hasta la secundaria, donde su experiencia allí la obligó a pedirle a su madre que la educara en el hogar , lo cual hizo . Assad pasó su adolescencia siendo educada en el hogar, trabajando en los negocios de su padre y asistiendo a eventos de la iglesia.

## Carrera musical

### Carrera temprana en Florida
En 2002, cuando Assad tenía 18 años, su familia se mudó a Florida y ella pasó los siguientes seis años allí. A los 19 años asistió brevemente a la universidad y se apoyó en trabajos ocasionales mientras comenzaba su carrera musical, escribiendo y componiendo canciones por primera vez. Assad pasó los siguientes cinco años tocando en varios lugares interpretando canciones y versiones originales. Los lugares que van desde restaurantes, bodas y cafés hasta dirigir y organizar conciertos de adoración en la iglesia..Alrededor de 2003, Assad grabó una demo de 4 canciones [11] con Drew Middleton, un miembro de la banda CCM Tenth Avenue North en ese momento, con quien Assad realizó giras de vez en cuando.

### Nashville y el EP Firefly
En 2008, cuando Assad tenía 24 años, decidió mudarse a Nashville, Tennessee, para continuar y concentrarse en su carrera musical. Ella recaudó $ 7,000 de amigos y fanáticos para apoyar su mudanza de Florida. En Nashville trabajó con los productores Paul Moak y Phillip LaRue, grabando un EP de cinco canciones, Firefly , que se vendió en shows y presentó una portada manuscrita hecha de una bolsa de papel marrón. Se mantuvo a sí misma trabajando como niñera antes de conocer a su compañero el músico católico Matt Maher . Maher tomó a Assad bajo su ala y la llevó a varios conciertos, donde cantó voces de respaldo y tocó sets durante sus shows. Esta vez juntos alrededor de la base de Maher en Phoenix, Arizona, más tarde pedirían a Assad que se mudara allí desde Nashville. Durante este tiempo, Assad se unió para trabajar como redactor para EMI Christian Music Group Publishing, haciendo trabajos de composición con otros artistas.

### Sparrow Records
En 2009, Assad firmó con Sparrow Records, quien había estado hablando con Assad después del lanzamiento de su EP.   Para su primer álbum, Assad entonces conocido y juPara su primer álbum, Assad se reunió y tocó para el productor Marshall Altman , quien aceptaría producir lo que se convertiría en The House You're Building . Altman y Assad grabaron el álbum en Galt Line Studio en Los Ángeles. The House You're Building se lanzó el 13 de julio de 2010, y la pista del título se presentó como descarga gratuita en iTunes Discovery Download. El álbum tuvo un buen desempeño comercial y crítico, y se convirtió en el "Mejor Álbum de 2010" de amazon.com en la categoría de Música Cristiana, además de ser el artista más vendido en la categoría de Música Cristiana de 2010 según SoundScan . El álbum alcanzó el número 12 en la lista de Billboard Christian Albums y el número 6 en su lista de Heatseekers. 
Su segundo álbum, Heart , fue lanzado el 14 de febrero de 2012.
El álbum vendió 7,300 unidades en su semana de debut, un aumento del 185 por ciento con respecto a su álbum anterior, y alcanzó el número 18 en la lista general de iTunes. En gran parte fue un desarrollo adicional del ″ estilo impulsado por el piano y la profundidad lírica ″ que The House You're Building había mostrado. La canción "Sparrow", fue lanzada como sencillo, y de manera similar lo hizo bien. "Sparrow" se basó en el clásico himno del evangelio " Su ojo está en el gorrión ", que Assad dijo que le encantaba ver y escuchar en Sister Act 2 cuando era joven.

### Fortunate Fall Records
Con el deseo de acercar su música a la música litúrgica y de adoración, y atraída por las ventajas económicas de la producción independiente, Audrey Assad se separó de Sparrow Records "en buenos términos".  Con la ayuda de su marido, William Price III, Assad realizó una campaña de Kickstarter que alcanzó el doble de su objetivo el 15 de abril de 2013.  Las ganancias se pagaron por el tercer álbum de estudio de Assad, Fortunate Fall , que Assad se produjo a sí misma bajo el nombre de "Fortunate Fall Records", así como un concierto en directo, O Happy Fault , y una película del concierto.
Assad lanzó su segundo álbum independiente, Herencia , el 12 de febrero de 2016. Además de dos canciones originales, ambas coescritas con Matt Maher , el resto del álbum contiene nuevas versiones de himnos tradicionales de la iglesia como " Holy, Holy, Holy " y " Be Thou My Vision ", así como una nueva versión del himno en idioma latino " Ubi caritas ". "Holy, Holy, Holy" vio la radio de Airplay después de su lanzamiento como sencillo el 15 de marzo de 2016.
El 10 de julio de 2017, Assad anunció a través de su página de Twitter que estaba grabando su primer álbum de material original desde Fortunate Fall , lo que indica un lanzamiento en febrero de 2018. El álbum, titulado Evergreen , estuvo disponible para pre-pedido a través de PledgeMusic , con el 5% de los ingresos de la campaña dirigidos a Preemptive Love Coalition. 

## Estilo musical y temas
Assad creció en un hogar religioso pero escuchó la música secular que creció a través de la influencia de su madre, incluyendo The Carpenters , James Taylor y Celine Dion , así como la música francesa y de Oriente Medio de la influencia de su padre.  Más tarde descubrió y comenzó a escuchar música cristiana como Newsboys , Nichole Nordeman y Cindy Morgan .  Cuando tenía 2 años comenzó a tocar el piano, pero no fue hasta que tenía 19 años cuando comenzó a dirigir la adoración  que comenzó a escribir y tocar su propia música. Assad tocó en lugares locales de Florida con un estilo que ella describió como folk y "chica promedio con una guitarra / piano". El EP Firefly que grabó con Paul Moak también fue descrito como folk y arraigado.
Su estilo actual es una mezcla de canciones con temas religiosos y no religiosos que se inspiran en su fe católica, así como referencias literarias de su amor por la lectura de literatura y poesía. La mayoría de sus canciones religiosas están escritas de una manera que hace hincapié en ser cantado a Dios en lugar de hablar de Dios.

## Vida personal
Al crecer, Assad se crio en un hogar religioso protestante y volvió a confirmar su fe a la edad de 19 años. Se convirtió al catolicismo en 2007 en Florida.
Assad actualmente vive cerca de Nashville, después de vivir en Phoenix . Está casada con William Gene Price III, a quien conoció en Arizona mientras estaba de gira con Matt Maher en 2008. La pareja se casó el 19 de febrero de 2011 en Phoenix. En octubre de 2013, Assad anunció que estaban esperando su primer hijo. Ella dio a luz a un hijo llamado William G. Price IV en mayo de 2014. El 19 de octubre de 2017, Assad dio a luz a su segundo hijo, una hija llamada Camila St. Clare.
Assad también es oradora pública sobre pornografía y adicción a la masturbación , como relato de su propia adicción pasada. A menudo habla de su adicción pasada cuando actúa en sus conciertos,recomienda " confesión , responsabilidad y asesoramiento" para superar dicha adicción.

## Discografía
- Firefly EP (2008)
- Para Amor de ti EP (Registros de Gorrión, 2010) (Digitales)
- La Casa  eres Edificio  (Registros de Gorrión, 2010)
- ITUNES Vivo de SoHo (Registros de Gorrión, 2011)
- Corazón (Registros de Gorrión, 2012)
- Caída afortunada (independiente, 13 de agosto de 2013)
- O Culpa feliz EP (Registros de Caída Afortunada, Marcha 18, 2014)  (Banda sonora de la película. 5 de estas 6 canciones vivas son de Caída Afortunada.)
- La muerte No #Ser Orgullosa EP (Registros de Caída Afortunada, 20 de mayo de 2014) (5 canciones únicas.)
- Herencia (Registros de Caída Afortunada, 12 de febrero de 2016)
- Perennifolio (Caída Afortunada, Registros, 23 de febrero de 2018)